# Dziechciniec (Mazovia)
Dziechciniec [pronunciación en polaco: /d͡ʑexˈt͡ɕiɲet͡s/] es un pueblo en el distrito administrativo de Gmina Wiązowna, dentro del Distrito de Otwock, Voivodato de Mazovia, en el centro-este de Polonia. Se encuentra aproximadamente 3 kilómetros al sudeste de Wiązowna, 7 kilómetros al noreste de Otwock, y 26 kilómetros al este de Varsovia, la capital nacional.
El pueblo tiene una población de 400 habitantes.